# Hamrabrún
Hamrabrún är en ås i republiken Island. Den ligger i regionen Västlandet, 80 km norr om huvudstaden Reykjavík.